# Li Zhi Cong
Li Zhi Cong, bekannt auch als Peter Li, (chinesisch 黎智聰 / 黎智聪, Pinyin Lí Zhìcōng; * 25. August 1993 in Hongkong) ist ein chinesischer Automobilrennfahrer. Er startete 2015 und 2016 in der europäischen Formel-3-Meisterschaft.

## Karriere
Li begann seine Motorsportkarriere 2009 im Formelsport. Für das PTRS Team wurde er Sechster in der asiatischen Formel Renault Challenge. Darüber hinaus nahm er an zwei Rennen der australischen Formel-3-Meisterschaft teil. 2010 blieb Li bei PTRS in der asiatischen Formel Renault Challenge. Er gewann ein Rennen und verbesserte sich auf den fünften Platz der Meisterschaft. Darüber hinaus absolvierte er einen Gaststart in der pazifischen Formel BMW. 2011 wechselte Li zum Asia Racing Team. Er erreichte den sechsten Platz in der Formula Pilota China und nahm zudem an vier Rennen der asiatischen Formel Renault Challenge teil. 2012 fuhr Li für das Asia Racing Team in der GT Asia Series. Mit drei Siegen beendete er die Saison auf dem zweiten Platz in der Meisterschaft. Darüber hinaus fuhr er für den Rennstall erneut bei Rennen der asiatischen Formel Renault Challenge, wobei ihm ein Sieg gelang.
2013 fuhr Li für verschiedene Teams in asiatischen Tourenwagen- und GT-Serien. Er wurde Vierter in der GT Asia Series, Zehnter in der China Super Production Car Class und Elfter im asiatischen Porsche Carrera Cup. Darüber hinaus nahm Li 2013 für Carlin an einem Rennwochenende der britischen Formel-3-Meisterschaft teil. 2014 trat Li für Carlin zu allen Rennen der britischen Formel-3-Meisterschaft an. Drei dritte Plätze waren seine besten Ergebnisse. Er erreichte den fünften Platz in der Gesamtwertung. Darüber hinaus nahm er an zwei Rennen der asiatischen Formel Renault Challenge und an einem Rennen des asiatischen Porsche Carrera Cups teil.
2015 wechselte Li zu Fortec Motorsports in die europäische Formel-3-Meisterschaft. Vier Veranstaltungen ließ er aus. Zwei 18. Plätze waren seine besten Resultate. Für die europäische Formel-3-Meisterschaft 2016 erhielt Li ein Cockpit bei Carlin. Beim ersten Rennen in Spielberg, der vierten Saisonveranstaltung, war Li in einen schweren Unfall verwickelt. Er fuhr mit hoher Geschwindigkeit auf seinen Teamkollegen Ryan Tveter, der sich gedreht hatte, auf. Lis Auto hob ab und flog mehrere Meter durch die Luft ins Kiesbett. Li wurde mit dem Helikopter ins Krankenhaus geflogen. Er erlitt vier Wirbelbrüche und mehrere Frakturen in einem Fuß. Er fiel für den Rest der Saison verletzt aus. Ein zwölfter Platz war sein bestes Ergebnis.

## Statistik

### Karrierestationen
| - 2009: Asiatische Formel Renault Challenge (Platz 6) - 2009: Australische Formel 3 (Platz 12) - 2010: Asiatische Formel Renault Challenge (Platz 5) - 2011: Formula Pilota China (Platz 6) - 2011: Asiatische Formel Renault Challenge (Platz 8) - 2012: GT Asia Series (Platz 2) | - 2012: Asiatische Formel Renault Challenge (Platz 5) - 2013: GT Asia Series (Platz 4) - 2013: China Super Production Car Class (Platz 10) - 2013: Asiatischer Porsche Carrera Cup (Platz 11) - 2013: Britische Formel 3 (Platz 13) - 2014: Britische Formel 3 (Platz 5) | - 2014: Asiatische Formel Renault Challenge (Platz 11) - 2014: Asiatischer Porsche Carrera Cup - 2015: Europäische Formel 3 - 2016: Europäische Formel 3 - 2017: GT Series Asia (Platz 20) |

### Einzelergebnisse in der europäischen Formel-3-Meisterschaft
| Jahr | Team               | Motor      | 1   | 2   | 3   | 4   | 5   | 6   | 7   | 8   | 9   | 10  | 11  | 12  | 13  | 14  | 15  | 16  | 17  | 18  | 19  | 20  | 21  | 22  | 23  | 24  | 25  | 26  | 27  | 28  | 29  | 30  | 31  | 32  | 33  | Punkte | Rang |
| ---- | ------------------ | ---------- | --- | --- | --- | --- | --- | --- | --- | --- | --- | --- | --- | --- | --- | --- | --- | --- | --- | --- | --- | --- | --- | --- | --- | --- | --- | --- | --- | --- | --- | --- | --- | --- | --- | ------ | ---- |
| 2015 | Fortec Motorsports | Mercedes   | SIL | SIL | SIL | HO1 | HO1 | HO1 | PAU | PAU | PAU | MNZ | MNZ | MNZ | SPA | SPA | SPA | NOR | NOR | NOR | ZAN | ZAN | ZAN | SPI | SPI | SPI | POR | POR | POR | NÜR | NÜR | NÜR | HO2 | HO2 | HO2 | 0      | –    |
| 2015 | Fortec Motorsports | Mercedes   | NC  | 28  | 27  | 25  | 29  | 29  | DNA | DNA | DNA |     |     |     |     |     |     |     |     |     | 26  | 31  | 26  | 32  | 23  | 30  | 26  | 22  | 19  | 27  | 23  | 20  | DNF | 27  | 19  | 0      | –    |
| 2016 | Carlin             | Volkswagen | LEC | LEC | LEC | HUN | HUN | HUN | PAU | PAU | PAU | SPI | SPI | SPI | NOR | NOR | NOR | ZAN | ZAN | ZAN | SPA | SPA | SPA | NÜR | NÜR | NÜR | IMO | IMO | IMO | HOC | HOC | HOC |     |     |     | 0      | –    |
| 2016 | Carlin             | Volkswagen | 20  | 15  | 17  | 15  | DNF | 16  | DNF | 12  | DNF | 18  | DNS | DNS | INJ | INJ | INJ | INJ | INJ | INJ | INJ | INJ | INJ | INJ | INJ | INJ | INJ | INJ | INJ | INJ | INJ | INJ |     |     |     | 0      | –    |